# Lijst van Surinaamse ministers van Sociale Zaken en Volkshuisvesting
Lijst van ministers van Sociale Zaken en Volkshuisvesting (in het verleden ook anders genoemd zoals Sociale Zaken en Huisvesting en Sociale Zaken) van Suriname. Tot midden jaren 50 werd de term landsminister gebruikt.
| Ministerie                                   | Minister                 | Periode      | Kabinet             |
| -------------------------------------------- | ------------------------ | ------------ | ------------------- |
| Sociale Zaken en Volksgezondheid             | H.N. Hajary              | 1948 - 1949  | May (CAB)           |
| Sociale Zaken                                | John Charles Zaal        | 1949 - 1951  | De Miranda          |
| Sociale Zaken                                | Archibald Currie         | 1951 - 1952  | Drielsma / Buiskool |
| Sociale Zaken, Volksgezondheid en Immigratie | Guno B. Kletter          | 1952 - 1953  | Alberga / Currie    |
| Sociale Zaken                                | Emile M.L. Ensberg       | 1953 - 1955  | Alberga / Currie    |
| Sociale Zaken                                | Paul Kolader             | 1955 - 1958  | Ferrier             |
| Sociale Zaken en Volksgezondheid             | Emile M.L. Ensberg       | 1958 - 1963  | Emanuels            |
| Sociale Zaken                                | Johan S.P. Kraag         | 1963 - 1967  | Pengel I            |
| Arbeid en Sociale Zaken                      | Johan S.P. Kraag         | 1967 - 1969  | Pengel II           |
| Arbeid en Sociale Zaken                      | August A.M. Biswamitre   | 1969         | May                 |
| Sociale Zaken                                | Toyabali Ahmadali        | 1969 - 1973  | Sedney              |
| Sociale Zaken                                | S. André Soeperman       | 1973 - 1977  | Arron I             |
| Sociale Zaken                                | Cornelis Ardjosemito     | 1977 - 1978  | Arron II            |
| Sociale Zaken                                | R.A.P. van Ling          | 1979 - 1980  | Arron II            |
| Sociale Zaken                                | Toekiman Wongsodikromo   | 1980         | Chin A Sen I        |
| Sociale Zaken                                | André Kamperveen (a.i.)  | 1980         | Chin A Sen I        |
| Sociale Zaken en Volkshuisvesting            | Siegmien Power-Staphorst | 1980         | Chin A Sen II       |
| Sociale Zaken en Huisvesting                 | L. A. Errol Alibux       | 1980 - 1982  | Chin A Sen II       |
| Arbeid, Sociale Zaken en Huisvesting         | Glenn Sankatsing         | 1982         | Neijhorst           |
| Sociale Zaken                                | Harold Bharos            | 1983 - 1984  | Alibux              |
| Huisvesting en Sociale Zaken                 | Siegfried A. Gilds       | 1984 - 1985  | Udenhout I          |
| Huisvesting en Sociale Zaken                 | Siegfried A. Gilds       | 1984 - 1985  | Udenhout II         |
| Huisvesting en Sociale Zaken                 | Reuben Setrowidjojo      | 1985 - 1986  |                     |
| Huisvesting en Sociale Zaken                 | Ewald Grep               | 1986 - 1987  | Radhakishun         |
| Huisvesting en Sociale Zaken                 | Ewald Grep               | 1987 - 1988  | Wijdenbosch I       |
| Sociale Zaken en Volkshuisvesting            | Willy Soemita            | 1988 - 1990  | Shankar             |
| Sociale Zaken                                | René Kaiman              | 1991         | Kraag               |
| Sociale Zaken en Volkshuisvesting            | Willy Soemita            | 1991 - 1996  | Venetiaan I         |
| Sociale Zaken en Volkshuisvesting            | Soewarto Moestadja       | 1996 - 2000  | Wijdenbosch II      |
| Sociale Zaken en Volkshuisvesting            | Paul S. Somohardjo       | 2000 - 2003  | Venetiaan II        |
| Sociale Zaken en Volkshuisvesting            | Samuel Pawironadi        | 2003 - 2005  | Venetiaan II        |
| Sociale Zaken en Volkshuisvesting            | Hendrik S. Setrowidjojo  | 2005 - 2010  | Venetiaan III       |
| Sociale Zaken en Volkshuisvesting            | Alice H. Amafo           | 2010 - 2015  | Bouterse I          |
| Sociale Zaken en Volkshuisvesting            | Joan H. Dogojo           | 2015 - 2017  | Bouterse II         |
| Sociale Zaken en Volkshuisvesting            | Cristien Polak           | 2017 - 2019  | Bouterse II         |
| Sociale Zaken en Volkshuisvesting            | André Misiekaba          | 2019 - 2020  | Bouterse II         |
| Sociale Zaken en Volkshuisvesting            | Uraiqit Ramsaran         | 2020 - 2023  | Santokhi            |
| Sociale Zaken en Volkshuisvesting            | Ines Pané                | 2023 - 2025  | Santokhi            |
| Sociale Zaken en Volkshuisvesting            | Diana Pokie              | 2025 - heden | Simons              |

Arbeid · Binnenlandse Zaken · Buitenlandse Zaken · Defensie · Economische Zaken · Financiën · Justitie en Politie · Landbouw, Veeteelt en Visserij · Natuurlijke Hulpbronnen · Onderwijs en Volksontwikkeling · Openbare Werken · Planning en Ontwikkelingssamenwerking · Regionale Ontwikkeling · Ruimtelijke Ordening, Grond- en Bosbeheer · Sociale Zaken en Volkshuisvesting · Sport- en Jeugdzaken · Transport, Communicatie en Toerisme · Volksgezondheid
premier · president · vicepresident
gouverneurs (1650-1954) · gouverneurs (1954-1975) · gevolmachtigd ministers van Suriname